# René Sparenberg
René Sparenberg (* 3. Dezember 1918 in Semarang, Niederländisch-Indien; † 1. Juli 2013 in Yalaha, Florida, Vereinigte Staaten) war ein niederländischer Hockeyspieler, der bei den Olympischen Spielen 1936 die Bronzemedaille erhielt.

## Karriere
Der auf Java geborene Sparenberg wurde von seiner Familie 1927 für seine Schulausbildung in die Niederlande geschickt. Dort spielte er Hockey beim Hilversumsche Mixed Hockey Club. Er bestritt 14 Länderspiele für die niederländische Nationalmannschaft, in denen er zwei Tore erzielte.
Sparenberg debütierte im Mai 1936 im Nationalteam. Beim Olympiaturnier im August 1936 in Berlin war Sparenberg Außenstürmer in der niederländischen Mannschaft und wirkte in allen fünf Spielen mit. Die Niederländer gewannen ihre Vorrundengruppe, wobei sie unter anderem die Franzosen mit 3:1 bezwangen. Nach einer 0:3-Halbfinalniederlage gegen die deutsche Mannschaft trafen die Niederländer im Kampf um den dritten Platz erneut auf die Franzosen und siegten mit 4:3. Sparenberg bestritt 1938 noch fünf Länderspiele. 
1939 kehrte er nach Niederländisch-Indien zurück, um in der im Holzgewerbe tätigen Familienfirma zu arbeiten. Im Zweiten Weltkrieg war er als Kriegsgefangener Japans am Bau der Thailand-Burma-Eisenbahn beteiligt. Nach der Unabhängigkeit Indonesiens zog er zunächst nach Curaçao und später in die Vereinigten Staaten. Bevor er im Alter von 94 Jahren starb, war er der letzte lebende niederländische Olympiamedaillengewinner aus der Zeit vor dem Zweiten Weltkrieg.